# اسنتا ریتا (مونتانا)
اسنتا ریتا (به انگلیسی: Santa Rita) شهری در ایالت مونتانا کشور ایالات متحده آمریکا است که جمعیت آن در سرشماری سال ۲۰۱۰ میلادی، ۱۱۳ نفر بوده‌است.

## نگارخانه

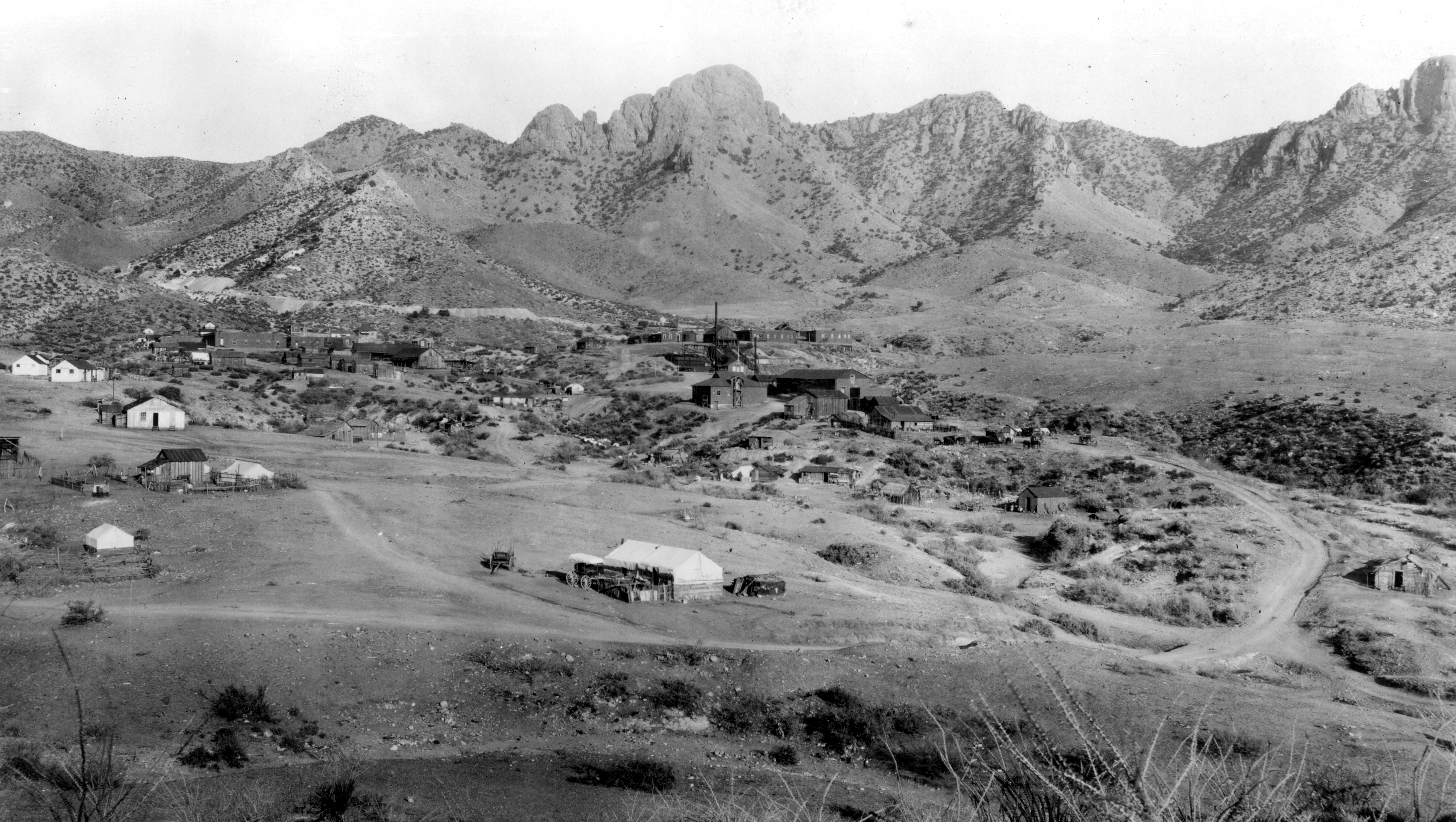
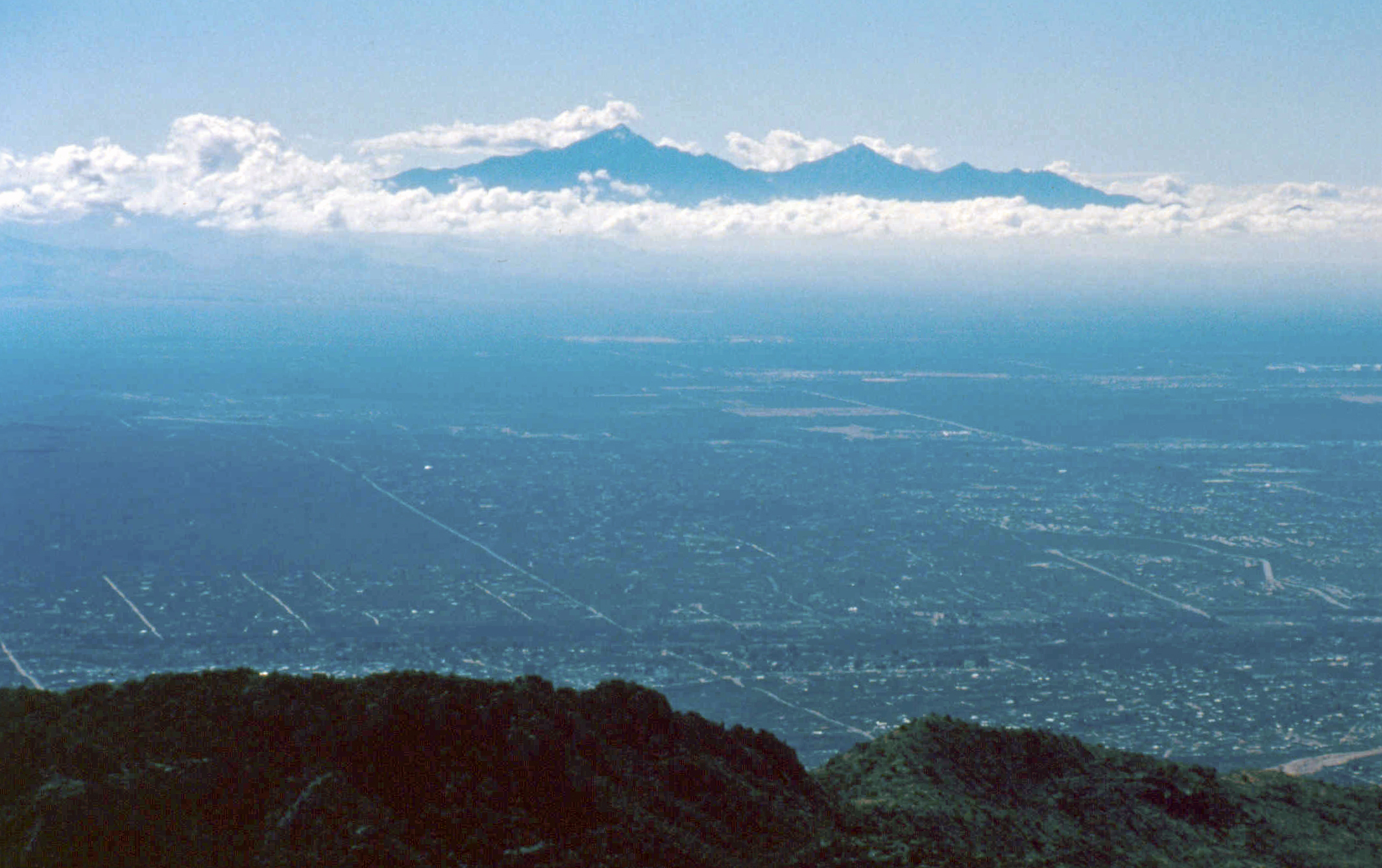
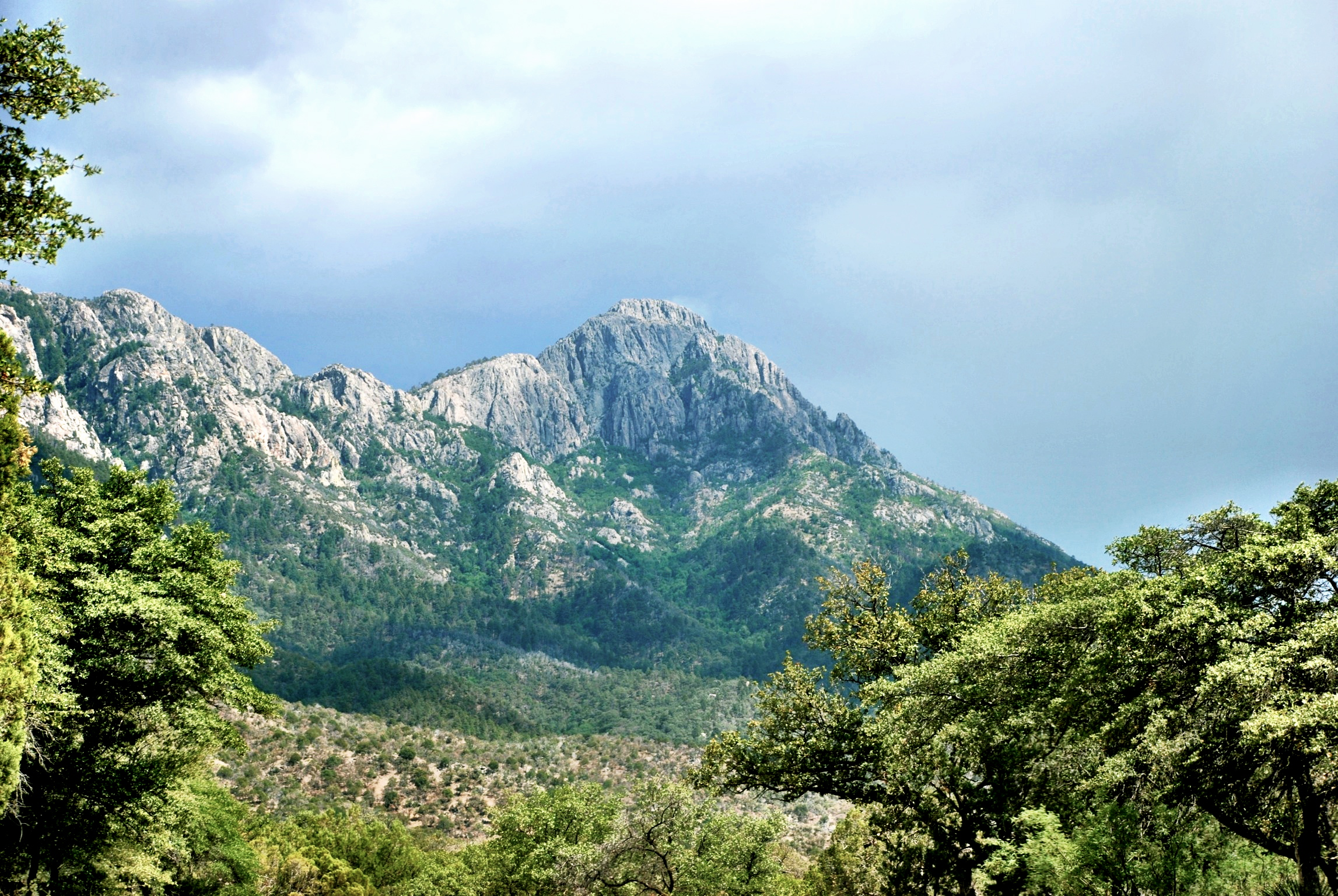
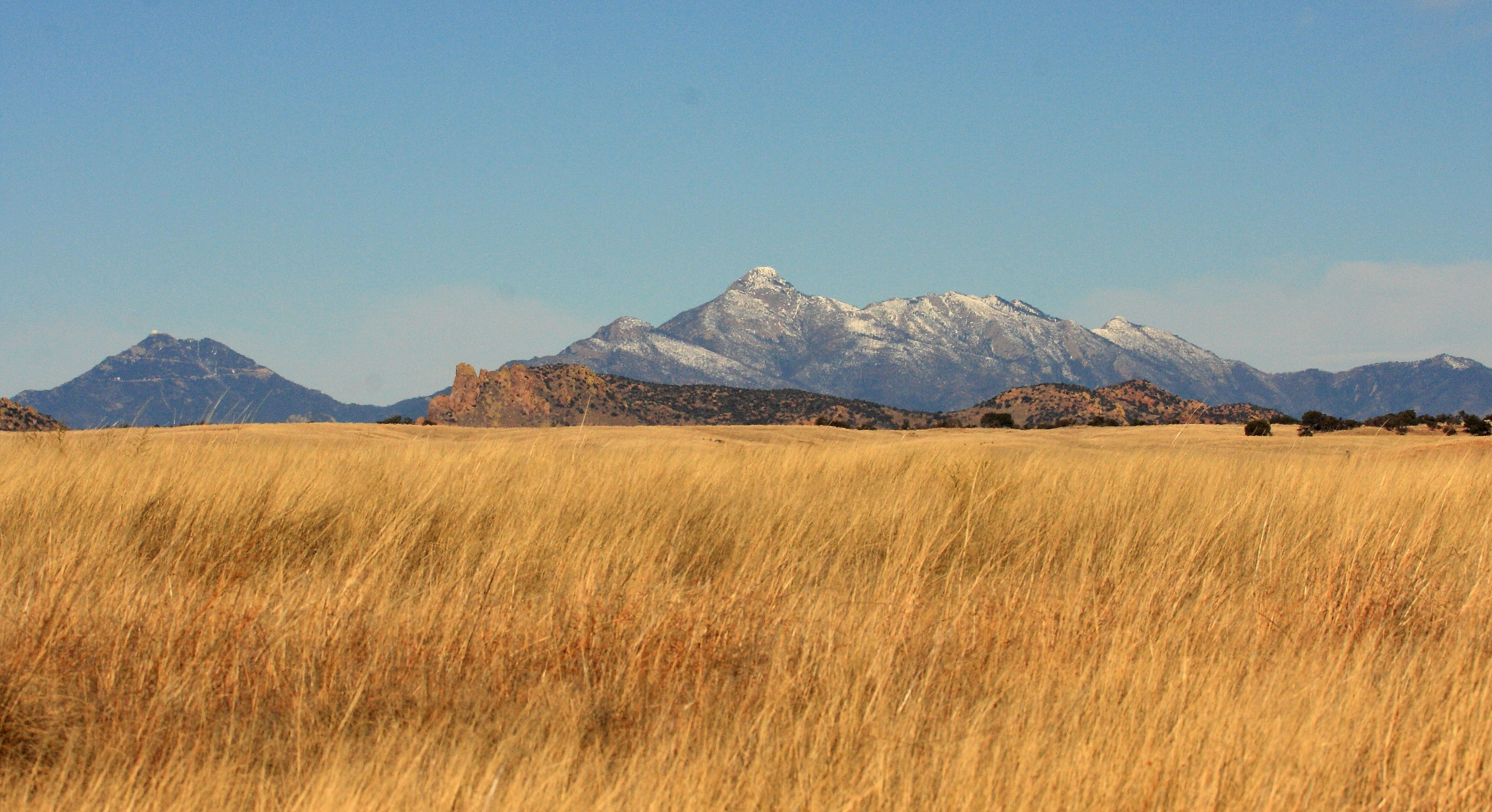
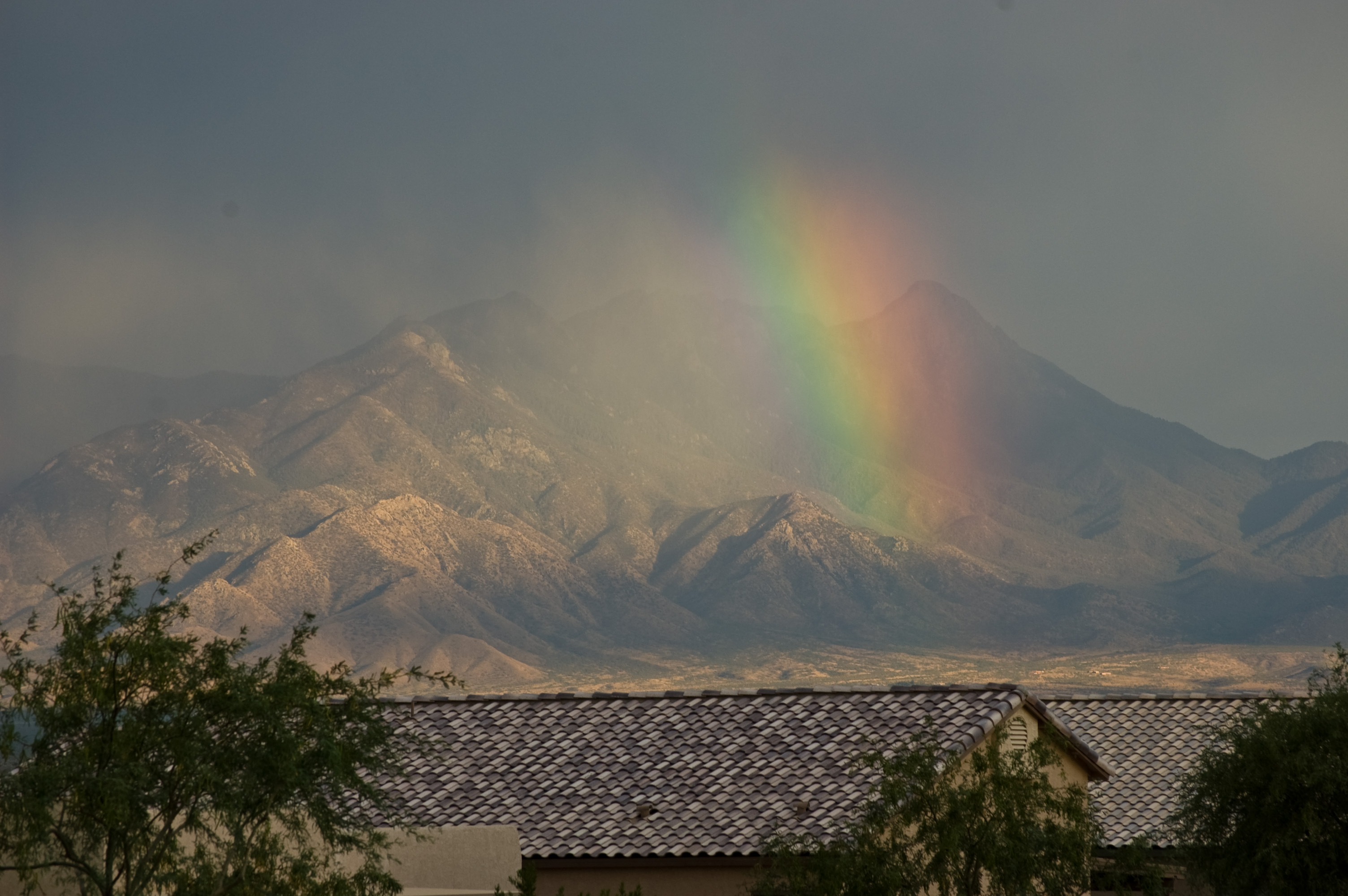
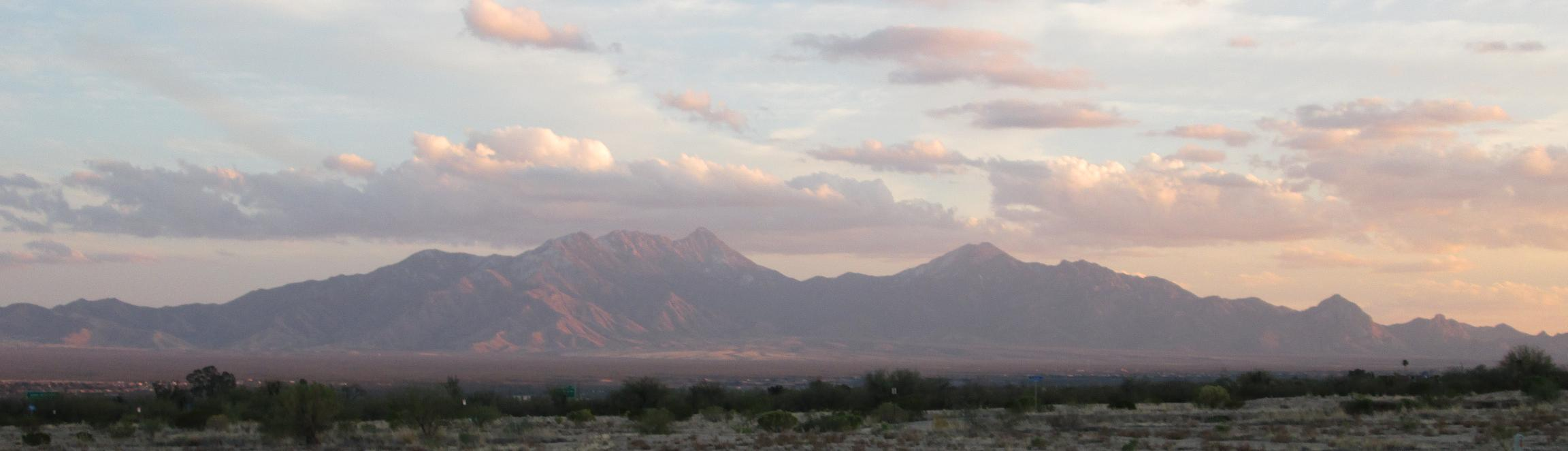